# Staffan Schöier
Hans Gunnar Staffan Schöier, född 5 januari 1956, är musiktekniker och producent på Sveriges Radio och svensk författare. 
Han har samarbetat om flera radioserier om svenskt nöjesliv med Stefan Wermelin. Deras samarbete började med programserien Livet är en fest 2000, om svensk pop- och rockmusik från 1950-talet och framåt. Somrarna 2002 och 2003 gjorde de radioserien The Svenska Ord Story om Hans Alfredson och Tage Danielsson, som därefter resulterade i boken Svenska Ord & Co. Boken vann Svenska Publishingpriset 2006 och gav författarduon STIM:s skriftställarstipendium. Under 2007 sändes en än mer historiskt inriktad radioserie, Svenska nöjen, som behandlar Sveriges nöjeshistoria under hela 1900-talet och 2011 kom boken Yrke: Povel Ramel, som berättar om Povel Ramels långa karriär i ord och bild. Schöier och Wermelin tilldelades 2012 Alf Henrikson-priset med motiveringen "som med sakkunskap, kärlek och humor i radio och i bokform levandegjort svårfångade avsnitt av 1900-talets svenska underhållningshistoria."
Staffan Schöier har också presenterat ett antal radiodokumentärer. ”Urhippien som fick en världshit" och ”Drömmen om Kalifornien", 2019, ”Zarah Leander – en kvinna som vet vad hon vill”, 2020, ”Sven-Bertil Taube — den siste estradören", 2021, ”Visgiganten Evert Taube" — diktaren och tiden", 2022, ”Povel Ramel - Sjuttio år av komik och musik”, 2022,  "Gals and Pals - vårt öde att doa", 2023 och "Radiojazzgruppen - tillbaka till framtiden", 2023. Alla Producerade av Eva Schöier för SR P2.